# Imaginary Landscape n.º 4 (March n.º 2)
Imaginary Landscape n.º 4 (March n.º 2) es una composición para 24 intérpretes con 12 radios y director del compositor estadounidense John Cage y la cuarta de la serie Imaginary Landscapes. Es la primera pieza de la serie que no incluye ningún instrumento de percusión y la primera composición de Cage que se basa completamente en operaciones de azar. También es la segunda marcha en el conjunto de Imaginary Landscapes, después del Imaginary Landscape No. 2 (March No. 1). Fue compuesta en 1951.

## Composición
A medida que se desarrollaba el estilo compositivo de Cage, descubrió que, para eludir el deseo del oyente de encontrar algún atractivo emocional en la música, el compositor mismo tenía que separarse de su propia obra y no debería tener ningún control sobre la composición; es decir, tenía para eliminar cualquier rasgo personal que lo identificara como compositor. En ese momento, en 1951, también estaba trabajando con su Music of Changes, que fue otro gran paso hacia las operaciones de azar en la composición. La primera interpretación de esta composición tuvo lugar en el Teatro McMillin de la Universidad de Columbia, Nueva York, con el propio Cage dirigiendo, el 2 de mayo de 1951.
La primera interpretación estuvo marcada por su bajo nivel dinámico (en parte debido a que los intérpretes estaban usando radios portátiles), clara distinción de eventos sonoros y una textura fina, que fue vista como un defecto por el público. Además, la hora tardía a la que se realizó significó que las radios no captarían mucho sonido no estático, ya que la mayoría de las estaciones de radio ya no transmitían durante la noche. Sin embargo, según el propio Cage, el Imaginary Landscape n.º 4 "ciertamente no era para agitar". Esta no fue la última composición de Cage en incluir radios, pues también lo había hecho en Speech 1955, Radio Music y Music Walk.
Con referencia a esto, Cage comentó: "es así posible hacer una composición musical la continuidad de la cual es libre de memoria y gusto individuales (psicología) y también de la literatura y 'tradiciones' del arte. Los sonidos introducen el tiempo-espacio... centrado dentro ellos, sim impedimentos por la servicio a abstracción". La obra fue dedicada a Morton Feldman y fue publicada por Edición Peters.

## Estructura
Esta pieza consta de un solo movimiento y la duración media de la misma es de 4 minutos. Está escrita para 12 radios, cada radio requiere dos artistas y un director. Su partitura posee una escritura convencional, con la ligera diferencia de que en ésta media pulgada equivale a una negra. Sin embargo, los accelerandos y ritardandos también están presentes en la partitura. Está precedida por una explicación extensa sobre la indicación de duraciones, sintonización de emisoras, dinámicas (números que van del 3 al 15, 3 siendo encendido pero inaudible, 15 siendo el volumen máximo). Según Cage, todos estos parámetros de la interpretación fueron determinados por operaciones al azar, en lugar de decisiones conscientes.
Cada radio requiere dos intérpretes para usarlo: uno para sintonizar y el otro para los cambios de amplitud y timbre. De esta manera, lo que se transmite públicamente en el momento y lugar de la interpretación se convierte en el material sonoro de la música, que puede ser cualquier cosa, desde música y conversación hasta ruido blanco entre estaciones. Como en el caso de Imaginary Landscape No. 2 (March No. 1), esta no es una marcha convencional y no tiene rasgos que la identifiquen como tal. Para Cage, que no era particularmente aficionado a la radio, esta no era una pieza para ser escuchada, sino un ejercicio de abandono de preferencias, borrando toda voluntad de la pieza y, por tanto, la idea misma del éxito.

## Grabaciones
La siguiente es una lista incompleta de grabaciones de Imaginary Landscape No. 4 (March No. 2) :
- Maelström Percussion Ensemble grabó la pieza. La grabación tuvo lugar entre el 28 de mayo y el 1 de junio de 1995 y fue publicada por Hat Hut.[8]
- El Ensamble Prometeo italiano grabó esta pieza en 2009. La grabación fue publicada más tarde en 2012 por Stradivarius.[9]
- El Grupo de Percusión de Cincinnati también interpretó esta pieza en 2011. Fue grabada y publicada por Mode Records tanto en CD como en DVD.[10]